# Andrea del Boca
Andrea del Boca (Buenos Aires, 18 ottobre 1965) è un'attrice, cantante e conduttrice televisiva argentina naturalizzata italiana.

## Biografia
Ha debuttato in televisione a nemmeno 3 anni nella telenovela Nuestra galleguita, e poi in una trasmissione presentata da Teresa Blasco. Successivamente, ha partecipato a La Familia hoy Duerme en Casa e ad Habíase una vez un Circo, con i famosi clown spagnoli Gaby, Fofo e Miliky. Ha recitato in seguito in Un Ángel Llamado Andrea, riscuotendo grande celebrità. Ha poi lavorato nel film Papá corazón se quiere casar nel 1974. In seguito è stata la protagonista di Un mondo de amor, Por siempre mamá, Andrea Celeste e, nel 1980 Días de Ilusión,
L'attrice ha consolidato la posizione di "regina delle telenovelas" con Stellina (1987), Celeste (1991), Antonella (1992), Celeste 2 (1993), Perla nera (1994/1995) e Zingara (1996).
Il 18 maggio 2009 è stata ospite di Alda D'Eusanio a Ricominciare su Rai 2, per festeggiare i suoi 40 anni di carriera.
L'ultima telenovela a cui ha partecipato è Perla Nera 2.0 in coppia con sua figlia Anna Chiara, prodotta nel 2021.

## Vita privata
Ha la nazionalità italiana in quanto suo padre Nicolás era originario del comune di Boca, in provincia di Novara e possedeva una casa a Roma.
Nel 1982, sul set della telenovela I cento giorni di Andrea, ha conosciuto il suo primo amore, l'attore e cantante Silvestre, con cui è rimasta fino al 1987. L'anno successivo è finita nelle pagine della stampa scandalistica per la sua relazione con il regista Raúl de la Torre, che era già sposato, segnatamente  quando de la Torre e la moglie litigarono violentemente di fronte ad Andrea, che dovette testimoniare su quanto era accaduto: questa relazione è durata fino al 1995. Dal 1995 al 1997 è stata legata a Jeffrey A. Sachs. Nel 2000 ha conosciuto Ricardo Biasotti, che l'ha resa madre di Anna Chiara, ma la loro storia d'amore è terminata prima del parto.
Si è dichiarata simpatizzante di Cristina Fernández de Kirchner.

## Filmografia

### Cinema
- Había una vez un circo, regia di Enrique Carreras (1972)
- Andrea, regia di Carlos Rinaldi (1973)
- Papá Corazón se quiere casar, regia di Enrique Cahen Salaberry (1974)
- Un mundo de amor, regia di Mario Sábato (1975)
- El virgo de Visanteta, regia di Vicente Escrivá (1979)
- Días de ilusión, regia di Fernando Ayala (1980)
- Cien veces no debo, regia di Alejandro Doria (1990)
- Quiero gritar que te amo (1990)
- Funes, un gran amor, regia di Raúl de la Torre (1993)
- Peperina, regia di Raúl de la Torre (1995)
- Apariencias, regia di Alberto Lecchi (2000)
- High School Musical - La sfida (High School Musical: El Desafío), regia di Jorge Nisco (2008)
- Mercedes, regia di Marcos Carnevale - cortometraggio (2010)
- Un buen día, regia di Nicolás Del Boca (2010)

### Televisione
- Nuestra galleguita - serie TV, 19 episodi (1969)
- Jugar a morir - serie TV, 19 episodi (1969)
- Los parientes de la Galleguita - serie TV, 19 episodi (1970)
- Historias de mamá y papá - serie TV, 9 episodi (1970)
- El lobo, regia di Nicolás Del Boca - film TV (1972)
- Alta comedia - serie TV, 6 episodi (1970-1972)
- Papá corazón - serial TV, 103 episodi (1973)
- El gran circo de TVE - serie TV, 1 episodio (1977)
- El hotel de las mil y una estrellas - serie TV, 8 episodi (1978-1979)
- Andrea Celeste - serial TV, 2 episodi (1979-1980)
- Señorita Andrea - serie TV, episodi 1x01-1x02-1x03 (1980)
- Romeo y Julieta - film TV (1981)
- Ofelia y sus juguetes, regia di Carmelo Santiago - film TV (1981)
- Hay que educar a papá - serie TV, 19 episodi (1981)
- I cento giorni di Andrea (Cien días de Ana) - serial TV, 120 episodi (1982)
- Los especiales de ATC - serie TV, 9 episodi (1980-1982)
- Stellina (Estrellita mía) - serial TV, 160 episodi (1987)
- Celeste - serial TV, 172 episodi (1991)
- Antonella - serial TV, 165 episodi (1991)
- Celeste 2 (Celeste siempre Celeste) - serial TV, 200 episodi (1993)
- Perla nera (Perla Negra) - serial TV, 200 episodi (1994)
- Zíngara - serial TV, 200 episodi (1996)
- Mía sólo mía - serial TV, 120 episodi (1997)
- Chiquititas - serial TV, episodio 4x01 (1998)
- El sodero de mi vida - serial TV, 203 episodi (2001)
- Sálvame María - serial TV, 88 episodi (2005)
- Gladiadores de Pompeya - serial TV, 23 episodi (2006)
- Mujeres asesinas - serie TV, episodio 3x05 (2007)
- Por amor a vos - serial TV, 31 episodi (2008-2009)
- Alguien que me quiera - serial TV, 184 episodi (2010)
- 25 miradas, 200 minutos - serie TV, episodio 1x02 (2010)
- Tiempo de pensar - serial TV, 13 episodi (2011)
- Esa mujer - serial TV, 120 episodi (2013-2014)
- La Hija de Dios - serial TV, 4 episodi (2020-2021)
- Perla Negra 2.0 - serie TV, episodio 1x01 (2021)

## Teatro
- Un hermanito para Andrea (1976)
- Cordero de Dios (1982)
- Las mariposas son libres (1983)
- Que la inocencia te valga (1983)
- Esta noche mejor no (1984)
- Eva y Victoria (2011)

## Doppiatrici italiane
- Sonia Mazza in Stellina, Celeste, Antonella, Celeste 2, Perla nera, Zingara.
- Antonella Rendina in Andrea Celeste, Señorita Andrea.
- Francesca Guadagno in I cento giorni di Andrea

## Discografia parziale
- 1972 - Andrea Del Boca & Iris Lainez
- 1979 - Mama Quiero Decirte Gracias
- 1979 - Feliz Noche Buena, Feliz Navidad
- 1987 -  Con Amor
- 1989 - Te Amo
- 1994 - El Amor